# George Lacy Hillier

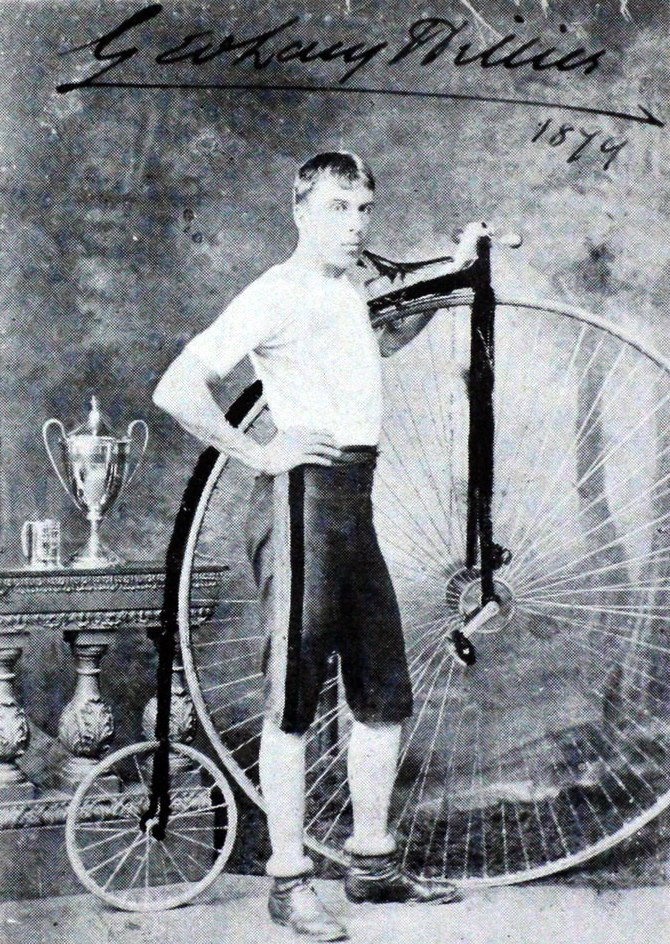
George Lacy Hillier (1879)

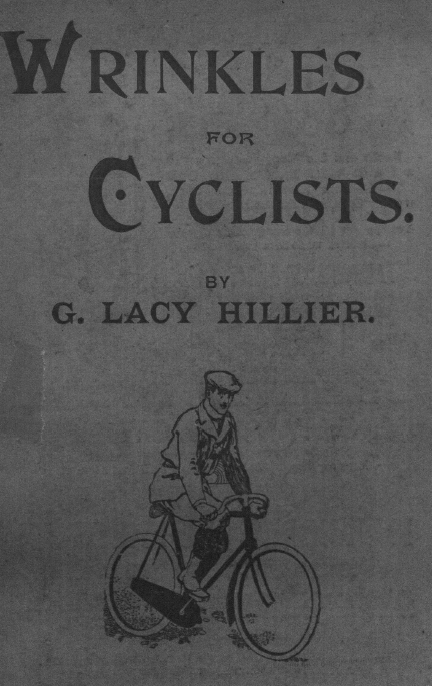
Deckblatt von Wrinkles for Cyclists

George Lacy Hillier (* 6. Juni 1856 in Sydenham; † 11. Februar 1941 in London) war ein englischer Radrennfahrer und Pionier des britischen Radsports.
1874 machte George Lacy Hillier, der ein exzellenter Allround-Sportler war, erste Fahrversuche auf einem Hochrad. Obwohl er bei einer seiner ersten Fahrten schwer stürzte, gab er nicht auf, sondern kaufte ein besseres Rad, mit dem er dann auch längere Touren unternahm. Schon im selben Jahr gehörte er zu den Mitbegründern des Chichester and District Cycle Clubs, dessen Präsident er auch wurde. Er wurde Mitglied weiterer Sport-Vereine und war Renn-Sekretär des London County Cycling and Athletic Club. Als solcher initiierte er den Bau der Radrennbahn Herne Hill 1891 im Süden Londons.
1881 wurde Hillier nationaler Radsport-Meister über verschiedene Distanzen. 1885 reiste er nach Leipzig, schlug dort in einem Scratch-Rennen über zehn Kilometer den deutschen Meister Johannes Pundt und stellte einen neuen Rekord über diese Strecke auf. Die Zuschauer waren elektrisiert, da mit Hillier, Pundt und anderen Fahrern die besten Radsportler jener Zeit gegeneinander antraten. Als Preis erhielt Hillier eine Kassette mit einem silbernen Besteck und eine vergoldete Medaille.
George Lacy Hillier verfasste mehrere vielbeachtete Bücher, so 1888 The Art of Cycle Racing in Englisch, Deutsch und Französisch, alle Sprachversionen in derselben Ausgabe enthalten. Das Vorwort schrieb der Herausgeber T. H. S. Walker, ein in Berlin lebender Engländer, der als Gründervater des Radsports in Deutschland gilt. 1891 legte Hillier gemeinsam mit William Coutts Keppel, Viscount Bury, dem späteren 7. Earl of Albemarle, das rund 500 Seiten dicke Buch Cycling vor.
Später war Hillier weiter als Autor und Journalist tätig sowie an der Londoner Wertpapierbörse, wie schon sein Vater vor ihm. Sein Grab befindet sich in London auf dem Brockley and Ladywell Cemetery.

## Schriften
- The Art of Ease in Cycling - Die Kunst des Trainirens für Radwettfahren, mit T. H. S. Walker, Berlin 1888
- Cycling, The Badminton Library, London 1891, mit William Coutts Keppel, Viscount Bury
- Cycles - Past and Present, Edinburg 1892
- All about Cycling, London 1896
- Wrinkles for Cyclists, London 1898